# Dabeigou Shuiku
Dabeigou Shuiku (kinesiska: 大北沟水库) är en reservoar i Kina. Den ligger i provinsen Shaanxi, i den nordvästra delen av landet, omkring 72 kilometer väster om provinshuvudstaden Xi'an. Dabeigou Shuiku ligger 560 meter över havet. Arean är 0,79 kvadratkilometer. Trakten runt Dabeigou Shuiku består till största delen av jordbruksmark. Den sträcker sig 2,4 kilometer i nord-sydlig riktning, och 2,0 kilometer i öst-västlig riktning.
Genomsnittlig årsnederbörd är 668 millimeter. Den regnigaste månaden är september, med i genomsnitt 143 mm nederbörd, och den torraste är december, med 1 mm nederbörd.